# Forcipomyia longineura
Forcipomyia longineura är en tvåvingeart som beskrevs av Saunders 1964. Forcipomyia longineura ingår i släktet Forcipomyia och familjen svidknott.
Artens utbredningsområde är Filippinerna. Inga underarter finns listade i Catalogue of Life.